# ヒエロニムスの年代記
年代記、クロニコン(ラテン語: Chronicon)は、ヒエロニムスが著した普遍史年代記である。380年ごろにコンスタンティノープルで編纂されており、エウセビオスの年代記の一部（325年 - 379年）をラテン語に翻訳したものも組み込んでいる。エウセビオスによる部分、ヒエロニムスによる部分のいずれにも膨大な数の誤りがみられるが、一方でこの年代記はカッシオドルスら後の年代記者につながる年代記編纂の先鞭をつけたものとして重要である。エウセビオスの年代記に基づき、ヒエロニムスは天地創造を紀元前5201年の出来事とした。
ヒエロニムスの年代記はアポロドーロス、ディオドロス、エウセビオスらヘレニズム学者たちの研究に基づき、ギリシア神話の要素を多く取り入れている。古い時代の記述は極めて史実性に欠けているが、12世紀以降のミケーネ文明に関する記述が散見されることは注目に値する。またトロイア陥落を1183年とする記述は、実際のトロイア遺跡第7層発掘から予想されている年代（紀元前1190年ごろ）と合致している。

## 時系列
アダムからウァレンス帝14年までの5579年を記述している。
アブラハムからトロイア陥落まで(26人のアッシリア王)、835年間
- ベルスの息子ニヌス, 52年間, アブラハム, ザラスシュトラ
- セミラミス, 42年間
- ザメイス, 38年間; アブラハムと神との契約（紀元前1942年）
- アリウス, 30年間; イサクの誕生(紀元前1912年)
- アラリウス, 40年間
- クセルクセス・バラネウス, 30年間; イーナコスの50年間の統治(紀元前1856年)
- アルマミトレス, 38年間
- ベロクス, 35年間; ヨセフの誕生 (紀元前1765年); オギュギアの洪水(紀元前1757年)
- バラエウス, 52年間; エジプトでの飢饉(紀元前1727年)
- アルタダス, 32年間; プロメーテウス
- マミュントゥス, 30年間
- マグチャレウス, 30年間
- スファエルス, 20年間; モーセの誕生 (紀元前1592年)
- マムルス, 30年間
- スパレトゥス, 40年間; デウカリオーンの洪水 (紀元前1526年)
- アスカタデス, 40年間; モーセがシナイ山で十戒を授かる (紀元前1515年)
- アミュンテュス, 45年間; ミーノース、ラダマンテュス、サルペードーンの誕生 (紀元前1445年)
- ベロキュス, 25年間
- ベッレパレス, 30年間; ペルセウス
- ランプリデス, 32年間; トロース (紀元前1365年)
- ソサレス, 20年間; ペーガソス
- ランパレス, 30年間; エウローペー, エレウシスの寺院
- パンニアス, 45年間; ミレトス; アルゴナウタイ; オイディープス; ギデオン
- ソサルムス, 19年間; ヘーラクレース, プリアモス, テーセウス, テーバイ攻め (紀元前1234年)
- ミトゥラエウス, 27年間
- タウタネス, 32年間; トロイア戦争 (紀元前1191年-1182年)

トロイア陥落から最初のオリンピックまで、406年間
- ニヌスからサルダナパールまで、36人のアッシリア王（1240年間）

最初のオリンピックからウァレンス帝14年まで、1155年間
- 第1オリンピアード (紀元前776年)
- 第65オリンピアード; ダレイオス1世 (紀元前520年)
- 第181オリンピアード; ガイウス・ユリウス・カエサル (紀元前44年)
- 第202オリンピアード; イエス・キリスト
- 第289オリンピアード; フン族によるゴート人征服 (377年)